# جمهورية بيهاتش

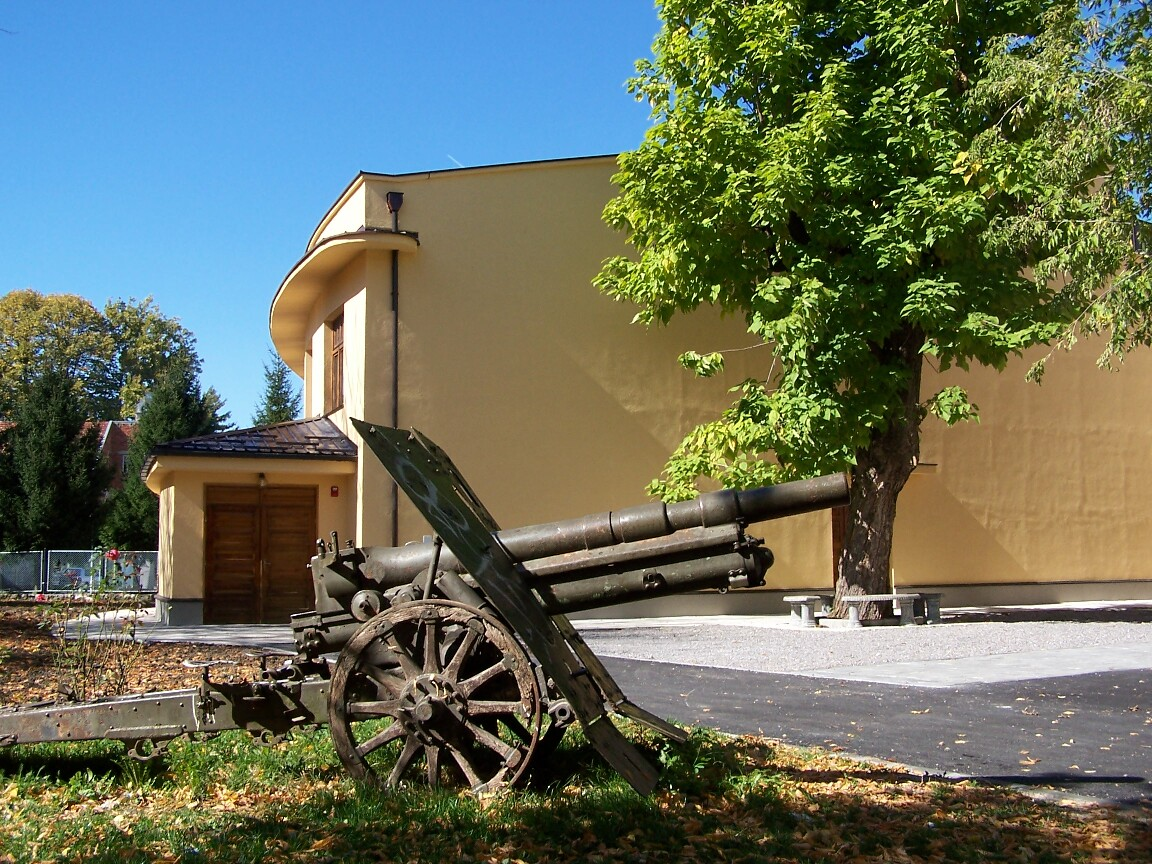
المبنى في بيهاتش حيث التقى AVNOJ للمرة الأولى.

جمهورية بيهاتش ( اللاتينية الصربية الكرواتية : بيهاكا ريبوبليكا، السيريلية: Бихаћка Република) جمهورية قصيرة العمر كانت موجودة بين نوفمبر 1942 ويناير 1943 في منطقة محررة من يوغوسلافيا النازية. تأسست من قبل حركة المقاومة الحزبية بعد تحرير بيهاتش. أصبحت بيهاتش مركزها الإداري وعقدت الدورة الأولى للمجلس المناهض للفاشية للتحرير الشعبي ليوغوسلافيا (AVNOJ) في 26 نوفمبر 1942.

## تحرير الأراضي
في صيف وخريف عام 1942 قامت القوات الحزبية بتحسين تنظيمها وتكتيكاتها إلى حد كبير. تم تنظيمهم في ألوية متنقلة ، وكان الحزبيون قادرين على مهاجمة حامية المحور المعزولة والتغلب عليها بحجم الكتيبة ، وفي بعض الحالات، أقوى. تم تعزيز الوحدات الحزبية في غرب البوسنة وكرواتيا إلى حد كبير بوصول 6 ألوية من الأجزاء الشرقية من يوغوسلافيا في صيف 1942.
مع هذه العمليات، تم تطهير مساحات كبيرة من الأراضي، من كارلوفاك في الغرب إلى بروزور في الشرق، من قوات المحور. سيطر البارتزيان على منطقة كانت حوالي 250 كم طويل و50-70   كم.  استعادت قوات المحور بعض البلدات في الهجمات المحلية: (أعيد احتلال Jajce في 6 ديسمبر، وTeslić في 8 يناير من قبل الألمان)، ولكن أعيد احتلال معظم الأراضي في هجمات كبيرة ( Weiss I and Weiss II ). استعاد الألمان بيهاتش في 29 يناير، وDrvar في 27 فبراير، وLivno في 5 مارس 1943.